# 52291 Mott
52291 Mott è un asteroide della fascia principale. Scoperto nel 1990, presenta un'orbita caratterizzata da un semiasse maggiore pari a 3,0770539 UA e da un'eccentricità di 0,1562957, inclinata di 4,41095° rispetto all'eclittica.
L'asteroide è dedicato al pacifista americano John Mott.